# Kielce (district)
Kielce (powiat kielecki) is een district (powiat) in de Poolse woiwodschap Heilig Kruis. Het district heeft een oppervlakte van 2247,45 km² en telt 208.798 inwoners (2016).
Stadsdistrict:
Kielce

Districten:
Busko-Zdrój · Jędrzejów · Kazimierza · Kielce · Końskie · Opatów · Ostrowiec · Pińczów · Sandomierz · Skarżysko · Starachowice · Staszów · Włoszczowa

Grootste steden:
Kielce · Końskie · Ostrowiec Świętokrzyski · Sandomierz · Skarżysko-Kamienna · Starachowice